# Gerichtsbezirk Hohenfurth
Der Gerichtsbezirk Hohenfurth (tschechisch: soudní okres Vyšší Brod) war ein dem Bezirksgericht Hohenfurth unterstehender Gerichtsbezirk im Kronland Böhmen. Er umfasste Gebiete in Südböhmen (Jihočeský kraj). Zentrum und Gerichtssitz des Gerichtsbezirks war die Stadt Hohenfurth (Vyšší Brod). Das Gebiet gehörte seit 1918 zur neu gegründeten Tschechoslowakei und ist seit 1991 Teil der Tschechischen Republik.

## Geschichte
Die ursprüngliche Patrimonialgerichtsbarkeit wurde im Kaisertum Österreich nach den Revolutionsjahren 1848/49 aufgehoben. An ihre Stelle traten die Bezirks-, Landes- und Oberlandesgerichte, die nach den Grundzüge des Justizministers geplant und deren Schaffung am 6. Juli 1849 von Kaiser Franz Joseph I. genehmigt wurde. Der Gerichtsbezirk Hohenfurth gehörte zunächst zum Kreis Budweis und umfasste 1854 die 30 Katastralgemeinden Asang, Böhmisch Gillowic, Böhmisch Hörrschlag, Friedau, Friedberg, Gerbetschlag, Gießhübel, Hinterheyrasel, Hohenfurt, Kaltenbrunn, Kienberg, Lupetschnig, Minichschlag, Oberhaid, Oberlangendorf, Reiterschlag, Rosenberg, Ruckendorf, Schauflern, Schönfelden, Unterschlagl, Vorderheyrasel, Wadetschlag, Wadetstift, Wieles, Woraschne, Wörles (I. Theil), Wörles (II. Theil), Wullachen und Zwarmetschlag. Der Gerichtsbezirk Hohenfurth bildete im Zuge der Trennung der politischen von der judikativen Verwaltung ab 1868 gemeinsam mit den Gerichtsbezirken Kaplitz (Kaplice) und Gratzen (Nové Hrady) den Bezirk Kaplitz.
Im Gerichtsbezirk Hohenfurth lebten 1869 16.914 Menschen 1900 waren es 16.855 Personen.
Der Gerichtsbezirk Hohenfurth wies 1910 eine Bevölkerung von 17.349 Personen auf, von denen 17.211 Deutsch und 104 Tschechisch als Umgangssprache angaben. Im Gerichtsbezirk lebten zudem 34 Anderssprachige oder Staatsfremde.
Durch die Grenzbestimmungen des am 10. September 1919 abgeschlossenen Vertrages von Saint-Germain kam der Gerichtsbezirk Hohenfurth vollständig zur neugegründeten Tschechoslowakei, wobei die Gerichtseinteilung bis 1938 im Wesentlichen bestehen blieb. Nach dem Münchner Abkommen wurde das Gebiet dem Reichsgau Oberdonau zugeschlagen.
Nach dem Zweiten Weltkrieg gehörte das Gebiet zum Okres Kaplice. Seit 1961 gehört es zum Okres Český Krumlov, dessen Behörden jedoch im Zuge einer Verwaltungsreform 2003 ihre Verwaltungskompetenzen verloren. Diese werden seitdem von den Gemeinden bzw. dem Jihočeský kraj, zudem das Gebiet um Hohenfurth seit Beginn des 21. Jahrhunderts gehört, wahrgenommen.

## Gerichtssprengel
Der Gerichtssprengel umfasste Ende 1914 die 19 Gemeinden Böhmisch Gillowitz (Český Jílovice), Friedberg (Frimburk), Gerbetschlag (Herbertov), Hohenfurth (Vyšší Brod), Kaltenbrunn (Studánky), Luppetsching (Slupečná), Minichschlag (Mnichovice), Oberhaid (Horní Dvořiště), Reiterschlag (Pasečná), Rosenberg (Rožmberk), Ruckendorf (Hrudkov), Schönfelden (Krásná Pole), Unterschlagl (Dolní Drkolná), Vorderheuraffl (Hejrov), Wadetschlag (Svatonina Lhota), Wadetstift (Hruštice), Wieles (Běleň), Wörles (Ostrov) und Wullachen (Bolechy).